# أوربان كليف
أوربان كليف (بالألمانية: Urban Cleve)‏ هو مهندس ميكانيك ألماني، ولد في 24 نوفمبر 1930 في دورتموند في ألمانيا.

## وصلات خارجية
- أوربان كليف على موقع أوليمبيديا (الإنجليزية)